# أرتور مورا
أرتور مورا (بالألمانية: Arturo Mora) (و. 1987  م) هو راكب دراجة هوائية إسباني، ولد في فوينتي إل فريسنو، سيوداد ريال.

## روابط خارجية
- أرتور مورا على موقع الاتحاد الدولي للدراجات (الإنجليزية)
- أرتور مورا على موقع أرشيف الدراجات (الإنجليزية)
- أرتور مورا على موقع إحصائيات الدراجات الإحترافية (الإنجليزية)
- أرتور مورا على موقع نسبة الدراجات (الإنجليزية)